# Zatoka Larnaki
Zatoka Larnaki (gr. Κόλπος της Λάρνακας Kolpos Larnakas) – zatoka Morza Śródziemnego, położona u południowo-wschodnich wybrzeży Cypru. Rozciąga się od przylądka Kiti (na zachodzie) do przylądka Pyla (na wschodzie). Ma około 14 mil (23 km) długości i 8 mil (13 km) szerokości. Linia brzegowa zatoki ma około 39 km długości. Nad brzegami zatoki leży miasto Larnaka. Na północnym wybrzeżu zatoki położona jest brytyjska baza wojskowa Dhekelia. Dno morskie w zatoce opada stosunkowo stromo: w odległości 1500 m od brzegu głębokość wody wynosi 35 m, a przy 2000 m – 50 m. Prądy morskie w zatoce płyną przy powierzchni w kierunku południowo-zachodnim i północno-wschodnim, jednak na większych głębokościach zmieniają kierunek. Zakres pływów morskich w zatoce wynosi od 25 do 40 centymetrów. W zatoce sporadycznie dochodziło do poważnych trzęsień ziemi.